# Андерс Гельсет
Андерс Гельсет (норв. Anders Nikolai Helseth; 6 жовтня 1937, Олесунн — 28 грудня 2016) — норвезький дипломат. Надзвичайний і Повноважний посол Норвегії в Україні.

## Біографія
Народився 6 жовтня 1937 року в місті Олесунн, Норвегія. У 1963 отримав юридичну освіту. У 1965 закінчив аспірантські курси при МЗС Норвегії.
У 1963 — працював на телебаченні. З 1963 по 1964 — помічник судді Управління юстиції в норвезькому регіоні Нургордаланн. З 1965 по 1966 — співробітник МЗС Королівства Норвегії.
З 1966 по 1968 — співробітник посольства Норвегії в Бонні (Німеччина). З 1968 по 1969 — співробітник посольства Норвегії в Будапешті (Угорщина).
З 1970 по 1973 — секретар парламентської фракції Робітничої партії Норвегії. З 1973 по 1975 — особистий секретар міністра оборони Норвегії. З 1975 по 1978 — завідувач сектора МЗС Королівства Норвегії.
З 1978 по 1983 — радник посольства Норвегії у Лондоні (Велика Британія). З 1983 по 1988 — радник-посланник посольства Норвегії в Бонні (Німеччина).
З 1988 по 1992 — заступник начальника Управління з питань північного співробітництва МЗС Норвегії.
З 1992 по 1994 — радник-посланник посольства Норвегії в Стокгольмі (Швеція).
З 1997 по 2001 — Надзвичайний і Повноважний Посол Норвегії в Києві (Україна).
Помер 28 грудня 2016 року.